# Hyphus lourensi
Hyphus lourensi är en skalbaggsart som beskrevs av Antonio Vives 2009. Hyphus lourensi ingår i släktet Hyphus och familjen långhorningar.
Artens utbredningsområde är Filippinerna. Inga underarter finns listade i Catalogue of Life.